# Barthélemy Des Bosses
Barthélemy Des Bosses (Chaineux (Lieja), 29 de agosto de 1688 - Colonia, 17 de abril de 1738) fue un teólogo y jesuita belga.

## Vida
Al entrar en la Compañía de Jesús era maestro en artes por la Universidad de Colonia. Ya jesuita obtuvo (1711) el doctorado en teología en la misma universidad. Después de enseñar filosofía y matemáticas en el colegio jesuita de Hildesheim, fue profesor de moral y teología dogmática en Colonia y finalmente decano de teología. Aunque intentó reavivar el espíritu del aristotelismo, su influjo no logró traspasar los muros de su propio colegio. En 1719, publicó una traducción latina de la obra de Gottfried Leibniz, Essais de théodicée, para que tuviera un público más vasto en las tierras alemanas. Su correspondencia con Leibniz se conserva en la Biblioteca Nacional de Francia.